# Kurt Lilien

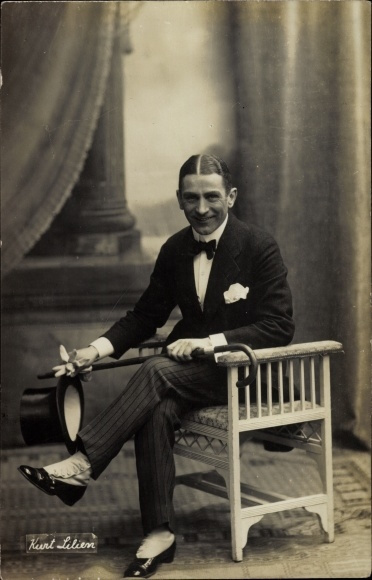
Lilien, etwa 1915

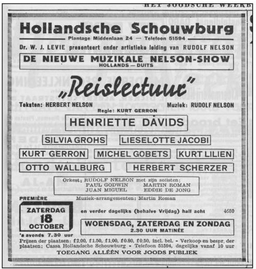
Herbert Nelson: Reislectuur, 18. Oktober 1941

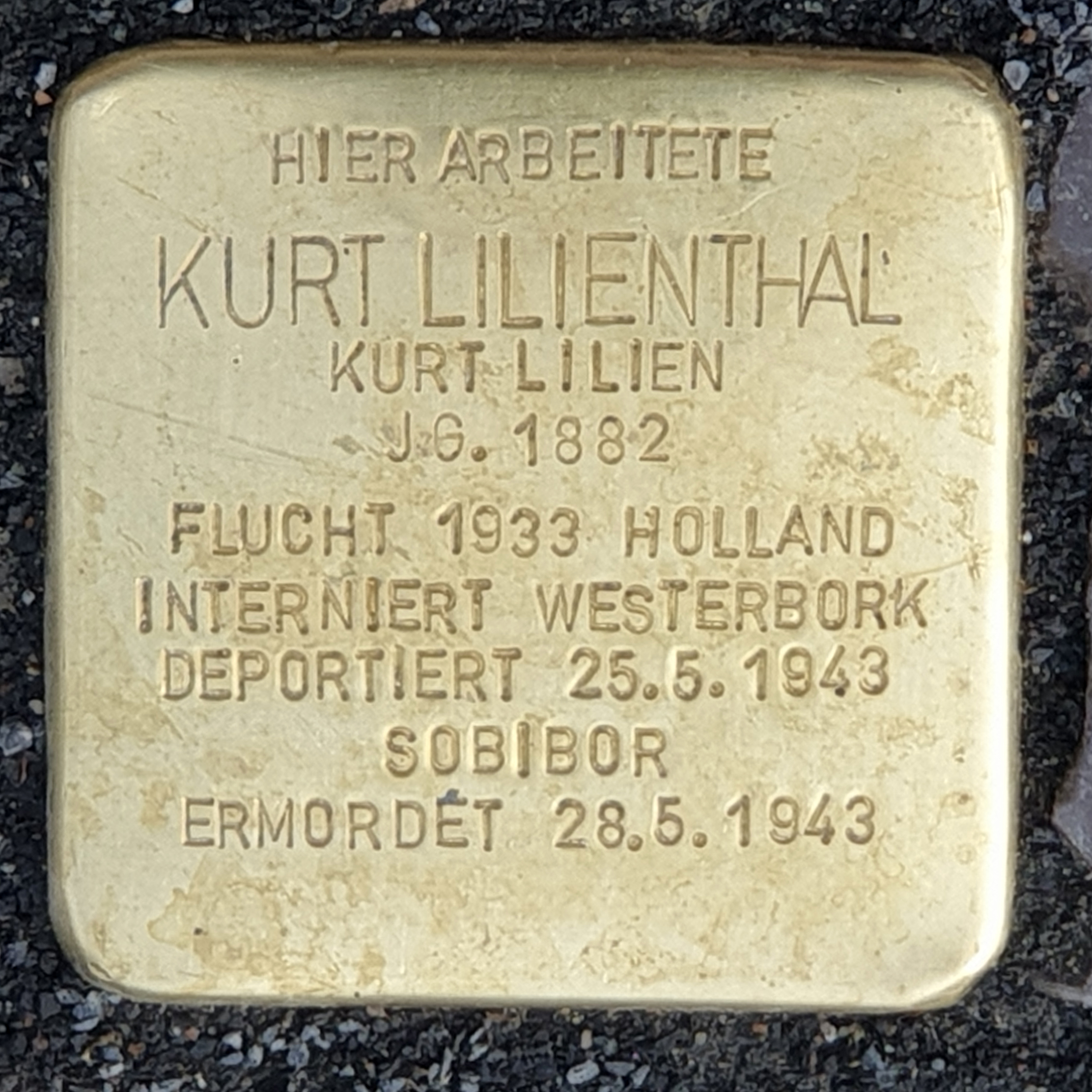
Stolperstein am Haus, Kantstraße 12, in Berlin-Charlottenburg

Kurt Lilien, gebürtig Kurt Lilienthal, (* 6. August 1882 in Berlin; † 28. Mai 1943 im Vernichtungslager Sobibor, Polen) war ein deutscher Schauspieler.

## Leben
Lilien begann seine Laufbahn 20-jährig am Berliner Intimen Theater. Seine weiteren Bühnenstationen waren das Stadttheater Wesel, das Berliner Vaudeville Ensemble und das Neue Operettentheater in Leipzig. 1908 bis 1920 wirkte er am Carl-Schultze-Theater in Hamburg, anschließend war er wieder in Berlin tätig.
Lilien war in den 1920er Jahren ein populärer Operetten- und Revuestar, besonders in den Revuen von Herman Haller. Als schwergewichtiger Charakterdarsteller trat er seit 1919 in Nebenrollen auch im Film auf. Bis 1933 war Lilien in zahlreichen Stumm- und Tonfilmen zu sehen, oft in der Rolle unsympathischer Spießer und Neureicher. 
Nach der Machtübergabe an die Nationalsozialisten 1933 konnte er wegen seiner jüdischen Herkunft in Deutschland nicht mehr arbeiten und floh in die Niederlande. Dort fand er eine Beschäftigung bei dem gleichfalls emigrierten Rudolf Nelson. Nach dem deutschen Einmarsch im Mai 1940 wurde er ins Durchgangslager Westerbork verschleppt und 1943 in das Vernichtungslager Sobibor deportiert, wo er wie faktisch alle Häftlinge durch die „Himmelsstraße“ direkt in die Gaskammer getrieben wurde und starb.

## Gedenken
Am 24. September 2024 wurde vor dem Theater des Westens in Berlin-Charlottenburg, ein Stolperstein für Kurt Lilien verlegt.

## Filmografie
- 1919: Erdgift
- 1920: Wenn der junge Kaktus blüht
- 1922: Maciste und die Tochter des Silberkönigs
- 1923: Harry Hill, der Herr der Welt
- 1924: Harry Hills Jagd auf den Tod. 1. Teil
- 1924: Harry Hills Jagd auf den Tod. 2. Teil
- 1926: Eine tolle Nacht
- 1927: Die schönsten Beine von Berlin
- 1930: Susanne macht Ordnung
- 1930: Lumpenball
- 1930: Hokuspokus
- 1930: Fra Diavolo (Deutsche Version)
- 1930: Flachsmann als Erzieher
- 1930: Dolly macht Karriere
- 1930: Die zärtlichen Verwandten
- 1930: Bockbierfest
- 1931: Grock
- 1931: Kopfüber ins Glück
- 1931: Zwei Herzen und ein Schlag
- 1931: L'Auberge du père Jonas
- 1931: Ich bleib' bei Dir
- 1931: Gefahren der Liebe
- 1931: Einer Frau muß man alles verzeih'n
- 1931: Die schwebende Jungfrau
- 1931: Der verjüngte Adolar
- 1931: Weekend im Paradies
- 1931: Der Hellseher. Mein Herz sehnt sich nach Liebe
- 1931: Das Geheimnis der roten Katze
- 1931: Bobby geht los
- 1931: Mein Leopold
- 1932: Zwei Herzen und ein Schlag
- 1932: Strafsache van Geldern. Willi Vogel, der Ausbrecherkönig
- 1932: Jonny stiehlt Europa
- 1932: Gitta entdeckt ihr Herz
- 1932: Drei von der Kavallerie
- 1932: Der Orlow
- 1932: Das Testament des Cornelius Gulden
- 1933: …und wer küßt mich?
- 1933: Manolescu, der Fürst der Diebe
- 1933: Was Frauen träumen
- 1933: Hugo's Nachtarbeit (Kurzfilm)
- 1933: Gruß und Kuß – Veronika
- 1938: Schneewittchen und die sieben Zwerge (1937) (Deutsche original synchron)